# PM 5:30
「PM 5:30」（ピーエムゴジサンジュップン）は、日本のダンスロックバンド・DISH//の2作目の配信限定シングル。Sony Recordsから2019年11月9日に配信された。

## 概要
- 前作『NOT FLUNKY』から約4ヶ月振りのリリース。
- 表題曲『PM 5:30』の作詞をボーカルの北村匠海が担当している[1]。

## 収録曲
1. PM 5:30
作詞：北村匠海、藤林聖子　作曲：池窪浩一　編曲：伊藤賢、辻村有記